# Centromochlus
Centromochlus es un género de peces de agua dulce de la familia Auchenipteridae en el orden de los Siluriformes, distribuidos por ríos de América del Sur.

## Especies
Las especies de este género son:
- Centromochlus altae Fowler, 1945
- Centromochlus concolor (Mees, 1974)
- Centromochlus existimatus Mees, 1974
- Centromochlus heckelii (De Filippi, 1853)
- Centromochlus macracanthus Soares-Porto, 2000
- Centromochlus megalops Kner, 1858
- Centromochlus meridionalis Sarmento-Soares, Cabeceira, Carvalho, Zuanon y Akama, 2013
- Centromochlus perugiae Steindachner, 1882
- Centromochlus punctatus (Mees, 1974)
- Centromochlus reticulatus (Mees, 1974)
- Centromochlus romani (Mees, 1988)
- Centromochlus schultzi Rössel, 1962
- Centromochlus simplex (Mees, 1974)